# Derby de Budapest
Le derby de Budapest est un derby de football opposant les équipes du Ferencváros TC et du Újpest FC. Les deux clubs, basés dans la capitale hongroise, font partie des clubs les plus titrés du pays.

## Histoire
Les deux clubs, créés à la fin du XIXe siècle, s'affrontent pour la première fois en 1905, à l'occasion d'un match de première division à la suite de la montée d'Ujpest. À l'époque la principale rivalité oppose Ferencvaros, club soutenu par les ouvriers, au MTK Budapest, club bourgeois de la capitale. Dans les années 1930, Ujpest monte en puissance et remporte ses premiers titres en 1930, 1931 et 1933. Les Fradi prennent leur revanche en infligeant une lourde défaite 11-1 aux Lilak, ce qui marque le début de cette rivalité.

## Tous les résultats
| Date             | Stade                | Score | Compétition                                  |
| ---------------- | -------------------- | ----- | -------------------------------------------- |
| 1957-58 saison   | Stade Albert Flórián | 1-4   | Championnat de Hongrie de football 1957      |
| 1958-59 saison   | Stade Albert Flórián | 3-4   | Championnat de Hongrie de football 1958-1959 |
| 1959-60 saison   | Stade Albert Flórián | 0-1   | Championnat de Hongrie de football 1959-1960 |
| 1960-61 saison   | Stade Albert Flórián | 2-0   | Championnat de Hongrie de football 1960-1961 |
| 1961-62 saison   | Stade Albert Flórián | 1-2   | Championnat de Hongrie de football 1961-1962 |
| 1962-63 saison   | Stade Albert Flórián | 2-2   | Championnat de Hongrie de football 1962-1963 |
| 1964 saison      | Stade Albert Flórián | 4-1   | Championnat de Hongrie de football 1964      |
| 1965 saison      | Stade Albert Flórián | 0-2   | Championnat de Hongrie de football 1965      |
| 1966 saison      | Stade Albert Flórián | 5-2   | Championnat de Hongrie de football 1966      |
| 1967 saison      | Stade Albert Flórián | 3-3   | Championnat de Hongrie de football 1967      |
| 1968 saison      | Stade Albert Flórián | 1-1   | Championnat de Hongrie de football 1968      |
| 1969 saison      | Stade Albert Flórián | 0-2   | Championnat de Hongrie de football 1969      |
| 1970             | Stade Albert Flórián | 1-1   | Championnat de Hongrie de football 1970      |
| 1970-71 saison   | Stade Albert Flórián | 2-2   | Championnat de Hongrie de football 1970-1971 |
| 1971-72 saison   | Stade Albert Flórián | 1-2   | Championnat de Hongrie de football 1971-1972 |
| 1972-73 saison   | Stade Albert Flórián | 2-1   | Championnat de Hongrie de football 1972-1973 |
| 1973-74 saison   | Stade Albert Flórián | 2-1   | Championnat de Hongrie de football 1973-1974 |
| 1974-75 saison   | Stade Albert Flórián | 2-2   | Championnat de Hongrie de football 1974-1975 |
| 1975-76 saison   | Stade Albert Flórián | 1-4   | Championnat de Hongrie de football 1975-1976 |
| 1976-77 saison   | Stade Albert Flórián | 1-2   | Championnat de Hongrie de football 1976-1977 |
| 1977-78 saison   | Stade Albert Flórián | 1-1   | Championnat de Hongrie de football 1977-1978 |
| 1978-79 saison   | Stade Albert Flórián | 1-1   | Championnat de Hongrie de football 1978-1979 |
| 1979-80 saison   | Stade Albert Flórián | 7-1   | Championnat de Hongrie de football 1979-1980 |
| 1980-81 saison   | Stade Albert Flórián | 0-3   | Championnat de Hongrie de football 1980-1981 |
| 1981-82 saison   | Stade Albert Flórián | 5-0   | Championnat de Hongrie de football 1981-1982 |
| 1982-83 saison   | Stade Albert Flórián | 0-3   | Championnat de Hongrie de football 1982-1983 |
| 1983-84 saison   | Stade Albert Flórián | 1-1   | Championnat de Hongrie de football 1983-1984 |
| 1984-85 saison   | Stade Albert Flórián | 0-2   | Championnat de Hongrie de football 1984-1985 |
| 1985-1986 saison | Stade Albert Flórián | 3-1   | Championnat de Hongrie de football 1985-1986 |
| 1986-87 saison   | Stade Albert Flórián | 0-0   | Championnat de Hongrie de football 1986-1987 |
| 1987-88 saison   | Stade Albert Flórián | 0-0   | Championnat de Hongrie de football 1987-1988 |
| 1988-89 saison   | Stade Albert Flórián | 3-0   | Championnat de Hongrie de football 1988-1989 |
| 1989-90 saison   | Stade Albert Flórián | 2-0   | Championnat de Hongrie de football 1989-1990 |
| 1990-91 saison   | Stade Albert Flórián | 1-0   | Championnat de Hongrie de football 1990-1991 |
| 1991-92 saison   | Stade Albert Flórián | 3-2   | Championnat de Hongrie de football 1991-1992 |
| 1992-93 saison   | Stade Albert Flórián | 3-0   | Championnat de Hongrie de football 1992-1993 |
| 1993-94 saison   | Stade Albert Flórián | 0-3   | Championnat de Hongrie de football 1993-1994 |
| 1994-95 saison   | Stade Albert Flórián | 0-3   | Championnat de Hongrie de football 1994-1995 |
| 13/08/1995       | Stade Albert Flórián | 2-0   | Championnat de Hongrie de football 1995-1996 |
| 1/11/1996        | Stade Albert Flórián | 3-1   | Championnat de Hongrie de football 1996-1997 |
| 16/05/1998       | Stade Albert Flórián | 1-1   | Championnat de Hongrie de football 1997-1998 |
| 16/04/1999       | Stade Albert Flórián | 1-0   | Championnat de Hongrie de football 1998-1999 |
| 14/04/2000       | Stade Albert Flórián | 0-0   | Championnat de Hongrie de football 1999-2000 |
| 11/05/2001       | Stade Albert Flórián | 2-2   | Championnat de Hongrie de football 2000-2001 |
| 27/07/2001       | Stade Albert Flórián | 2-1   | Championnat de Hongrie de football 2001-2002 |
| 15/03/2002       | Stade Albert Flórián | 2-0   | Championnat de Hongrie de football 2001-2002 |
| 7/03/2003        | Stade Albert Flórián | 1-0   | Championnat de Hongrie de football 2002-2003 |
| 22/04/2003       | Stade Albert Flórián | 2-1   | Championnat de Hongrie de football 2002-2003 |
| 28/11/2003       | Stade Albert Flórián | 2-1   | Championnat de Hongrie de football 2003-2004 |
| 30/04/2004       | Stade Albert Flórián | 0-1   | Championnat de Hongrie de football 2003-2004 |
| 26/04/2005       | Stade Albert Flórián | 1-1   | Championnat de Hongrie de football 2004-2005 |
| 15/04/2006       | Stade Albert Flórián | 1-2   | Championnat de Hongrie de football 2005-2006 |
| 30/04/2010       | Stade Albert Flórián | 0-1   | Championnat de Hongrie de football 2009-2010 |
| 1/04/2011        | Stade Albert Flórián | 1-0   | Championnat de Hongrie de football 2010-2011 |
| 22/10/2011       | Stade Albert Flórián | 3-0   | Championnat de Hongrie de football 2011-2012 |

| Date           | Stade         | Score | Compétition                        |
| -------------- | ------------- | ----- | ---------------------------------- |
| 1957-58 saison | Szusza Ferenc | 2-2   | Championnat de Hongrie de football |
| 1958-59 saison | Szusza Ferenc | 2-4   | Championnat de Hongrie de football |
| 1959-60 saison | Szusza Ferenc | 0-1   | Championnat de Hongrie de football |
| 1960-61 saison | Szusza Ferenc | 0-2   | Championnat de Hongrie de football |
| 1961-62 saison | Szusza Ferenc | 2-1   | Championnat de Hongrie de football |
| 1962-63 saison | Szusza Ferenc | 0-2   | Championnat de Hongrie de football |
| 1964 saison    | Szusza Ferenc | 4-2   | Championnat de Hongrie de football |
| 1965 saison    | Szusza Ferenc | 1-3   | Championnat de Hongrie de football |
| 1966 saison    | Szusza Ferenc | 3-5   | Championnat de Hongrie de football |
| 1967 saison    | Szusza Ferenc | 0-3   | Championnat de Hongrie de football |
| 1968 saison    | Szusza Ferenc | 2-2   | Championnat de Hongrie de football |
| 1969 saison    | Szusza Ferenc | 1-1   | Championnat de Hongrie de football |
| 1970           | Szusza Ferenc | 3-2   | Championnat de Hongrie de football |
| 1970-71 saison | Szusza Ferenc | 0-1   | Championnat de Hongrie de football |
| 1971-72 saison | Szusza Ferenc | 0-2   | Championnat de Hongrie de football |
| 1972-73 saison | Szusza Ferenc | 2-0   | Championnat de Hongrie de football |
| 1973-74 saison | Szusza Ferenc | 1-1   | Championnat de Hongrie de football |
| 1974-75 saison | Szusza Ferenc | 3-1   | Championnat de Hongrie de football |
| 1975-76 saison | Szusza Ferenc | 8-3   | Championnat de Hongrie de football |
| 1976-77 saison | Szusza Ferenc | 0-3   | Championnat de Hongrie de football |
| 1977-78 saison | Szusza Ferenc | 1-1   | Championnat de Hongrie de football |
| 1978-79 saison | Szusza Ferenc | 2-2   | Championnat de Hongrie de football |
| 1979-80 saison | Szusza Ferenc | 4-1   | Championnat de Hongrie de football |
| 1980-81 saison | Szusza Ferenc | 0-2   | Championnat de Hongrie de football |
| 1981-82 saison | Szusza Ferenc | 2-1   | Championnat de Hongrie de football |
| 1982-83 saison | Szusza Ferenc | 1-2   | Championnat de Hongrie de football |
| 1983-84 saison | Szusza Ferenc | 0-1   | Championnat de Hongrie de football |
| 1984-85 saison | Szusza Ferenc | 0-1   | Championnat de Hongrie de football |
| 1985-86 saison | Szusza Ferenc | 1-0   | Championnat de Hongrie de football |
| 1986-87 saison | Szusza Ferenc | 1-0   | Championnat de Hongrie de football |
| 1987-88 saison | Szusza Ferenc | 1-4   | Championnat de Hongrie de football |
| 1988-89 saison | Szusza Ferenc | 0-2   | Championnat de Hongrie de football |
| 1989-90 saison | Szusza Ferenc | 0-0   | Championnat de Hongrie de football |
| 1990-91 saison | Szusza Ferenc | 0-5   | Championnat de Hongrie de football |
| 1991-92 saison | Szusza Ferenc | 1-1   | Championnat de Hongrie de football |
| 1992-93 saison | Szusza Ferenc | 0-0   | Championnat de Hongrie de football |
| 1993-94 saison | Szusza Ferenc | 1-0   | Championnat de Hongrie de football |
| 1994-95 saison | Szusza Ferenc | 1-3   | Championnat de Hongrie de football |
| 13/08/1996     | Szusza Ferenc | 1-1   | Championnat de Hongrie de football |
| 10/05/1997     | Szusza Ferenc | 1-2   | Championnat de Hongrie de football |
| 2/11/1997      | Szusza Ferenc | 1-2   | Championnat de Hongrie de football |
| 18/09/1998     | Szusza Ferenc | 2-1   | Championnat de Hongrie de football |
| 24/10/1999     | Szusza Ferenc | 2-2   | Championnat de Hongrie de football |
| 29/11/2000     | Szusza Ferenc | 0-1   | Championnat de Hongrie de football |
| 23/10/2001     | Szusza Ferenc | 2-2   | Championnat de Hongrie de football |
| 17/05/2002     | Szusza Ferenc | 3-2   | Championnat de Hongrie de football |
| 13/09/2002     | Szusza Ferenc | 3-0   | Championnat de Hongrie de football |
| 16/05/2003     | Szusza Ferenc | 0-0   | Championnat de Hongrie de football |
| 31/08/2003     | Szusza Ferenc | 1-1   | Championnat de Hongrie de football |
| 22/05/2004     | Szusza Ferenc | 1-0   | Championnat de Hongrie de football |
| 16/10/2004     | Szusza Ferenc | 1-1   | Championnat de Hongrie de football |
| 15/10/2005     | Szusza Ferenc | 2-1   | Championnat de Hongrie de football |
| 3/10/2009      | Szusza Ferenc | 2-1   | Championnat de Hongrie de football |
| 11/09/2010     | Szusza Ferenc | 6-0   | Championnat de Hongrie de football |
| 12/05/2012     | Szusza Ferenc | 1-1   | Championnat de Hongrie de football |
| 19/08/2012     | Szusza Ferenc | 2-1   | Championnat de Hongrie de football |

### Titres
| Club        | Championnat | Coupe | Coupe de la Ligue | Supercoupe | Total |
| ----------- | ----------- | ----- | ----------------- | ---------- | ----- |
| Ferencváros | 32          | 23    | 2                 | 6          | 63    |
| Újpest      | 20          | 11    | 0                 | 3          | 34    |